# Lucjusz Skryboniusz Libon (mąż Kornelii Pompei Magny)
Lucjusz Skryboniusz Libon (Lucius Scribonius Libo), syn Lucjusza Skryboniusza Libona konsula w 34 p.n.e., brat Skrybonii, mąż Kornelii Pompei Magny – wnuczki Pompejusza Wielkiego.
Dzieci:
- Lucjusz Skryboniusz Libon – konsul w 16 n.e.
- Marek Skryboniusz Libon Druzus